# Nîjnie
Nîjnie (în ucraineană Нижнє) este o așezare de tip urban din raionul Popasna, regiunea Luhansk, Ucraina. În afara localității principale, nu cuprinde și alte sate.
Localitatea a aparținut orașului regional Pervomaisk până în 2014, când a fost transferată raionului Popasna.

## Demografie
Componența lingvistică a așezării de tip urban Nîjnie
     Ucraineană (75,86%)
     Rusă (23,88%)
     Alte limbi (0,16%)
Conform recensământului din 2001, majoritatea populației așezării de tip urban Nîjnie era vorbitoare de ucraineană (75,86%), existând în minoritate și vorbitori de rusă (23,88%).